# Steyermarkina
Steyermarkina é um género de plantas com flor pertencente à família Asteraceae. É composto por 5 espécies descritas e destas apenas 3 aceites.
É um género originário da América do Sul.
Trata-se de um género reconhecido pelo sistema de classificação filogenética Angiosperm Phylogeny Website.

## Descrição
As plantas deste género só possuem disco, sem raios florais, e as pétalas são de cor branca, ligeiramente amarela-esbranquiçada, rosa ou roxo (nunca de uma completa cor amarela).

## Taxonomia
O género foi descrito por R.M.King & H.Rob.  e publicado em Phytologia 22: 43. 1971.

## Espécies
As espécies aceites são:
- Steyermarkina dispalata (Gardner) R.M.King & H.Rob.
- Steyermarkina dusenii (Malme) R.M.King & H.Rob.
- Steyermarkina pyrifolia (DC.) R.M.King & H.Rob.